# Bont smalsnuitje
Het bont smalsnuitje (Phtheochroa sodaliana) is een vlinder uit de familie bladrollers (Tortricidae). De wetenschappelijke naam is gepubliceerd in 1811 door Haworth.
De soort komt voor in Europa.